# Rossini (còctel)
El Rossini és un tipus de beguda alcohòlica realitzada amb vi blanc espumós (generalment Prosecco) i polpa de maduixes. El còctel és l'alternativa més popular al clàssic Bellini.

## Origen del nom
La beguda va ser nomenada pel compositor italià del segle xix Gioachino Rossini.
Sent una variació del còctel Bellini, està basat en la mateixa preparació. Es tallen dos trossos gruixuts d'una maduixa que es reserven. Es fan puré les maduixes restants i es posa en dues copes de xampany. S'emplenen amb Prosecco i serveixen amb els trossos de maduixa reservats en el brocal del got.

## Altres còctels similars
- Bellini. Suc o puré de préssec maduixa.
- Mimosa. La maduixa és reemplaçada per suc taronja
- Tintoretto. Consta de Xampany i suc de magrana
- Puccini. Similar a la Mimosa, però conté suc de tangerina o mandarina